# Buhta Belaja
Die Buhta Belaja (englische Transkription von russisch Бухта Белая Buchta Belaja) ist eine Bucht an der Prinzessin-Astrid-Küste des ostantarktischen Königin-Maud-Lands. Sie liegt unmittelbar nordwestlich der aufgegebenen indischen Dakshin-Gangotri-Station.
Russische Wissenschaftler nahmen die Benennung vor. Der weitere Benennungshintergrund ist nicht hinterlegt.